# کوشک امیرالمؤمنین
کوشک امیرالمؤمنین مربوط به سده‌های متاخر دوران‌های تاریخی پس از اسلام است و در شهرستان کهگیلویه، بخش مرکزی، دهستان دهدشت غربی، ۱ کیلومتری شمال روستای امیرالمؤمنین واقع شده و این اثر در تاریخ ۷ خرداد ۱۳۸۷ با شمارهٔ ثبت ۲۲۹۷۶ به‌عنوان یکی از آثار ملی ایران به ثبت رسیده‌است.